# Hänvisningsdator
Hänvisningdator (HVD) är ett datoriserat komplement till en  telefonväxel (företagsväxel eller PBX) som lagrar och visar anknytningarnas frånvarouppgifter, meddelanden och interna kataloguppgifter. Hänvisningsdatorn är ett effektivt stöd för telefonisterna eftersom information om anknytningarna erhålls direkt på en bildskärm.
Den första fullständiga hänvisningsdatorn i svenska Televerkets nät hade beteckningen SESAM och kom i början av 1980-talet. Den sammankopplades till en början med Televerkets äldre elektromekaniska telefonväxel med beteckningen A344, vilket medförde att denna elektromekaniska växel fick avancerade tjänster som kan jämföras med modernare elektroniska växlar, t.ex. medflyttning och meddelandehantering.
Det stora genombrottet för hänvisningsdatorn, som är en svensk uppfinning, kom genom att televerkets stora "elektroniska växlar" A345 och A335 (senare med beteckningen MD110) kunde förses med hänvisningsdator (HVD). Flera olika fabrikat förekom på den svenska marknaden. Systemet SESAM utvecklades först och marknadsfördes därefter från mitten av 1980-talet under namnet PRESENT. 
Hänvisningsdatorn möjliggjorde en avancerad informationshantering hos större företag. Hänvisningsdatorn är sammankopplad med telefonväxeln och vid ett anrop till eller från en anknytning visas automatiskt uppgifter om den anropande eller påringda anknytningen. Telefonisten kunde alltså direkt ge den anropande besked om frånvaro. Personerna på en arbetsplats kunde själva knappa in besked om frånvaroorsak och tid för återkomst direkt på sin telefonapparat utan att behöva ringa telefonisten och meddela när de träffas igen. En annan stor fördel var att telefonisten hade hela den interna telefonkatalogen via tangentbordet, och kunde bara slå in några bokstäver i en persons namn, för att få upp rätt anknytningsnummer. Om telefonisten slog upp en hel avdelning, kunde hon direkt se vilka som var inne och vilka som var ute. Meddelandehanteringen i SESAM var också väldigt effektiv (till skillnad från senare versioner såsom PRESENT): om påringande lämnade meddelanden medan en anknytning var ute, skrev telefonisten in meddelandena direkt på tangentbordet i SESAM, där de sedan lagrades. När anknytningen sen kom tillbaka och öppnade sin telefon genom att ta bort hänvisningen, skrevs samtidigt en liten telefonlapp ut direkt hos telefonisten, vilket gav signal om att personen ifråga nu var tillgänglig. Telefonisten kunde direkt ta det utskrivna meddelandet och ringa upp vederbörande och lämna de inkomna telefonbeskeden. I senare versioner av hänvisningsdatorerna raderades frånvarobeskeden automatiskt på utsatt återkomsttid, vilket bara resulterade i att en massa meddelanden skrevs ut på jämna klockslag - men det betydde sällan att några personer var på plats och svarade när telefonisterna ringde och försökte framföra meddelandena.
Hänvisningsdatorn och direktvalsfunktionen i nyare växlar bidrog till rationalisering av samtalstrafiken i de större abonnentväxlarna hos företag, myndigheter och organisationer. Numera finns hänvisningsfunktionen i programvaran i moderna växlar. 
Den engelska benämningen är "reference computer".

## Historik
En föregångare till hänvisningsdatorerna fanns i några av Televerkets abonnentväxlar, t.ex. den mindre TV52 eller den större A344. Se även telefonvakt. Den banbrytande växeln i sammanhanget var den automatiska TV52 från 1952 (för högst 90 anknytningar), där telefonisten genom att sätta metallproppar i ett särskilt proppfält, kunde markera anknytningar som var frånvarande. Om någon ringde en anknytning som var frånvarande, tändes en lampa i växeln, och telefonisten kunde direkt gå in och svara och ge frånvarobesked. I den större växeln A344 (för upp till flera tusen anknytningar) fanns en särskild hänvisningsexpedition, telefonvakt, där man på samma sätt satte metallproppar i ett anknytningsfält. Ett anrop till en "proppad" anknytning resulterade i ett anrop hos telefonvakten som då kunde ge besked om frånvaro genom att titta i manuella register. Systemet utvecklades i olika steg där den mest avancerade varianten hade metallproppar med olika elektriskt motstånd, vilket styrde olika ljustablåer hos telefonisterna, så att de direkt kunde se orsak och ungefärlig återkomsttid. Man behövde då alltså inte alltid titta i de manuella registren. På 1980-talet kom den verkliga elektroniska föregångaren till hänvisningsdatorn, en apparat med elektroniskt minne, som kallades PIA (personalinformationsautomat). Det var en produkt som inte såldes av Televerket, men som rönte relativt stor framgång och underlättade arbetet i stora telefonväxlar. I princip såg den ut som en räknemaskin med display och knappsats, i vilken telefonisten kunde lagra och hämta uppgifter om olika nummer. Man kunde endast lagra siffror och fasta frånvarobesked, men eftersom den var elektronisk och snabb, blev den i kombination med den elektromekaniska växelns hänvisningsfunktion, en första datoriserad hänvisningsdator. Den saknade dock möjligheten till "egenhänvisning" som kom i och med systemen SESAM och PRESENT.